# Montañas acarnanias
Las montañas acarnanias (en griego: Ακαρνανικά όρη, romanizado: Akarnanika ori) son una cadena montañosa de Grecia localizada en el oeste del país, administrativamente en la parte noroeste de la unidad periférica de Etolia-Acarnania, en la periferia de Grecia Occidental. El mar Jónico se encuentra al oeste. Se extienden desde el pueblo de Monastiraki, cerca de Vonitsa, en el norte, hasta Astakos, en el sur, con una longitud total de casi 40 km. La máxima altitud corresponde al pico Psili Koryfi, con 1589 m.
El nombre deriva de la región natural de Acarnania, cuya fundación mitológica se atribuye a Acarnán, hijo de Alcmeón; su población se dedicaba a la piratería.

## Picos
Las montañas están compuestas de piedra caliza y generalmente son áridas a excepción de las caras norte. El pico más alto es Psili Koryfi (en griego: Ψηλή Κορυφή, lit. 'pico alto') a 1589 m. Directamente al sureste de Psili Koryfi se encuentra la montaña Boumistos, que se eleva hasta los 1573 m. Boumistos recibió su nombre debido a los numerosos rayos que caen cerca de la cumbre. Al oeste de Boumistos y de Psili Korfi se encuentra Misovouni, que llega a 1338 m. Al oeste de Misovouni se encuentra la montaña Serekas, que llega a los 1171 m sobre el mar Jónico. En las estribaciones occidentales de Serekas se encuentra el convento de Agios Dimitrios, dirigido por unas pocas monjas. Al norte de Psili Koryfi se encuentra la montaña Perganti (Περγαντί), que tiene una altitud de 1428 m. En la cima de Perganti hay una torre de radio que da servicio a la región que rodea el golfo de Ambracia. La estribación más al norte de la cordillera es Agriovouni, que se eleva a 563,5 m.

## Naturaleza
Las montañas acarnanias albergan varias especies de plantas diferentes, como el roble (quercus), que crece a baja altitud, y a mayor altura hay pastos y lugares donde crece el abeto cefalino (Abies cephalonica). Los robles individuales son restos de los bosques de robles que una vez cubrieron toda Acarnania. El bosque de robles (Quercus ithaburensis Decaisne subsp. macrolepis (según  Hedge & Yalt., Quercus aegilops L.) más representativo se encuentra en Xiromero, en el extremo sureste de las montañas acarnanias. La zona está situada entre el lago Ozero, el río Achelou y la costa del mar Jónico, cerca de Astakos. El núcleo del área forestal es una línea de colinas inmediatamente al oeste y al sur del lago Ozero llamada colinas Ligovici-Manina, que cubren 6000 hectáreas. El denso y antiguo bosque de robles crea un sitio único en Grecia de paisaje dominado por los robles.
Las aves que habitan en la zona son la garceta común (más de 5 parejas), el buitre (30-40 parejas, la colonia más grande de tierra firme), el águila real (1-2 parejas), el halcón peregrino (2-4 parejas), el zampullín ventriamarillo, el Bubo bubo y el gavilán. Las montañas acarnanias están incluidas en las zonas importantes para las aves de Grecia, pero no están suficientemente protegidas. αλλά προστατευονται ανεπαρκώς.

## Clima
Las montañas disfrutan de una gran variedad de clima dependiendo de la estación. En verano las temperaturas pueden ser bastante altas, ya que la región circundante puede alcanzar hasta 32 °C. En las elevaciones más altas, las temperaturas de verano pueden bajar a los 10 °C durante el día y aún más frescas durante la noche. En otoño se registran temperaturas aún más frías con fuertes lluvias, ya que el área recibe más de 1000 mm de lluvia al año. El invierno puede ser frío y la nieve cae en las elevaciones más altas desde noviembre hasta abril. Enero y febrero son los meses más fríos, cayendo la nieve en los pueblos que rodean la cordillera y que alcanza los 250 m. En el pueblo de Monastiraki, las temperaturas de enero son bajo cero durante varias noches. Las cumbres más altas pueden recibir hasta 0,91 mm de nieve en una fuerte tormenta invernal. El clima primaveral es agradable con ocasionales olas de frío provenientes del noreste.

## Asentamientos
Los principales pueblos de las montañas de Acarnania son Monastiraki, en el norte, Palero, en el noroeste, Kandila, en el oeste,  Astakos, en el sur, y Katouna, en el este. El agua del manantial de Korpi se embotella en el extremo norte de las montañas.

## Telecomunicaciones
Es un centro central de respuesta de telecomunicaciones en Grecia occidental. Las antenas están situadas en el pico Pergandi, a 1428 m. Los transpondedores de esta región cubren la región de Acarnania (Agrinio y más al norte), las prefecturas, con algunas excepciones, Preveza (con un centro de radiodifusión independiente para la zona del municipio de Fanario), Arta (con un centro de radiodifusión complementario para la ciudad de Arta y las zonas circundantes de Corfovouni), Lefkada (con cobertura en la parte sur de la isla desde el centro de radiodifusión "Ainos" de Cefalonia), el sur de Corfú , varias zonas montañosas de la prefectura de Ioannina, y parte de la unidad periférica de Euritania.
En cuanto a la televisión, hay repetidores de todas las emisoras: ERT, panhelénica y regional (transmitidas a través de Digea), las emisoras de radio estatales y numerosos medios de comunicación locales. Hasta principios de la década de 1990, desde allí solo emitía el entonces potente ERT2 (transmisor de 25 kW en el canal 43), mientras que la recepción del primer canal público, ERT1, la realizaba la estación del monte Enos.